# Daniel Goossens
Pour les articles homonymes, voir Goossens.
Daniel Goossens, né le 16 mai 1954 à Salon-de-Provence, est un auteur de bandes dessinées français et enseignant-chercheur en intelligence artificielle. Pilier du magazine Fluide glacial depuis 1977, il est reconnu pour son humour absurde et souvent cérébral. Célébré par la critique et admiré par ses pairs, il a obtenu le grand prix de la ville d'Angoulême en 1997. Son succès public est cependant plus limité.

## Biographie
Daniel Goossens commence sa carrière dans la revue Les Pionniers. Après plusieurs échecs, il entre enfin chez Pilote en 1976 grâce à Jean-Claude Mézières qui le présente auprès du rédacteur en chef de l'époque Guy Vidal. Gotlib qui a créé deux ans plus tôt Fluide glacial avec Jacques Diament remarque une de ses BD dans Pilote et lui écrit une lettre pour le rencontrer. C'est ainsi que Goossens publie en février 1977 sa première planche Le Messie est Revenu, dans le numéro 9  de Fluide glacial «Magazine d’Umour», dont Gotlib lui a soufflé l'idée de la chute. Daniel Goossens ne quittera plus l'écurie Fluide et il y publiera la majorité des oeuvres. Il participera aussi épisodiquement à d'autres revues (Le Petit Psikopat illustré, (À suivre), PLG, J'ai Lu BD, Rigolo) et divers collectifs BD.
Daniel Goossens mène parallèlement à sa carrière d'auteur dessinateur, une carrière scientifique d'enseignant-chercheur en intelligence artificielle, à l'université de Paris VIII  (au sein du Laboratoire d'Informatique avancée de Saint-Denis), publiant ses travaux notamment dans la revue Technique et Science informatiques. Après le baccalauréat, il s'inscrit à ce qui était alors l'université expérimentale de Vincennes pour y suivre des cours de bande dessinée (Moebius puis Mézières y ont enseigné) et c'est à cette occasion qu'il découvre l'existence de l'IA grâce à Patrick Greussay qui lui transmet sa passion.
En 1997, Daniel Goossens reçoit le Grand prix de la ville d'Angoulême.

## Humour
Bien que Goossens ne pratique pas directement la parodie, une certaine culture générale, et notamment une connaissance de registres de fiction (films de guerre, etc.), est donc souvent nécessaire à la perception de toutes ses subtilités humoristiques. Ses détournements de la culture dite « noble » tiennent plus du pastiche que de la parodie car il ne se moque pas de ses références puisées dans la littérature, la religion, les sciences ou le vieux cinéma, mais s'amuse à les placer dans un contexte bête et vulgaire : cour de maternelle, scènes de ménage, débats-télé, publicité, roman de gare, pornographie, campagne électorale, etc.
 ou, pour reprendre ses dires, « dans un contexte où c'est inopérant ». Ailleurs, il précise qu'il n'arrive pas à pasticher la culture contemporaine : « Comment dévaloriser ce qui n'a pas de valeur ? »[réf. incomplète]. Goossens concède d'ailleurs une certaine lenteur pour finaliser la construction de ses gags.

## Style graphique
Son style se situe dans la lignée du style « comico-réaliste » hérité de Mad Magazine, qui consiste à emprunter à la fois des éléments au style « gros nez » et au style réaliste avec un dessin très construit, semi-réaliste. Lors d'une interview accordée à Tracks en octobre 2022, il dira que son dessin se reconnaît à ceci : "il est probablement très nerveux, très sec et très précis dans les expressions, il est aussi très caricatural". Goossens maîtrise l'anatomie, la perspective, la lumière, la couleur, mais aussi le dessin des drapés dont il fera un « traité d'anatomie » parodique où il s'amuse à donner des noms scientifiques aux plis de vêtements tels que « sardines de l'avant-bras » ou « grand souligneur du coude ». Pour ses encrages et la couleur il utilise des pinceaux en poil de martre et de l'encre aquarelle Colorex.

## Reconnaissance professionnelle
Si son succès public est limité, Daniel Goossens jouit d'une grande reconnaissance dans le milieu de la bande dessinée, comme en témoigne l'obtention du grand prix d'Angoulême. Ainsi des auteurs comme Manu Larcenet, Marc-Antoine Mathieu, Blutch, Dupuy-Berberian, Guillaume Bouzard, Libon, Boulet, Pochep, B-gnet ou encore monsieur le chien le reconnaissent comme une influence. Il est également admiré par des auteurs comme Marcel Gotlib, Jean-Pierre Gibrat, Maëster, Kerbaj, Frank Margerin, Ptiluc, Matthieu Bonhomme ou Riff Reb's.
Souvent comparé à François Boucq, Goossens explique : « Nous avons été accusés mutuellement de nous copier. Il se trouve que nous avons fait carrière en parallèle, et que s'il y a eu des influences, elles proviennent de notre goût commun pour un certain style de dessin. Rien de plus. »
En dehors du milieu de la bande dessinée, il a également influencé des humoristes comme Les Nuls, Monsieur Manatane ou Alexandre Astier. Dans l'émission La vraie histoire de... consacrée à l'acteur Benoît Poelvoorde, ce dernier amène l'équipe de tournage au domicile de Daniel Goossens à propos duquel il déclare : « C'est au-delà de l'admiration, c'est un homme extraordinaire ».

## Publications

### Bande dessinée

#### Périodiques

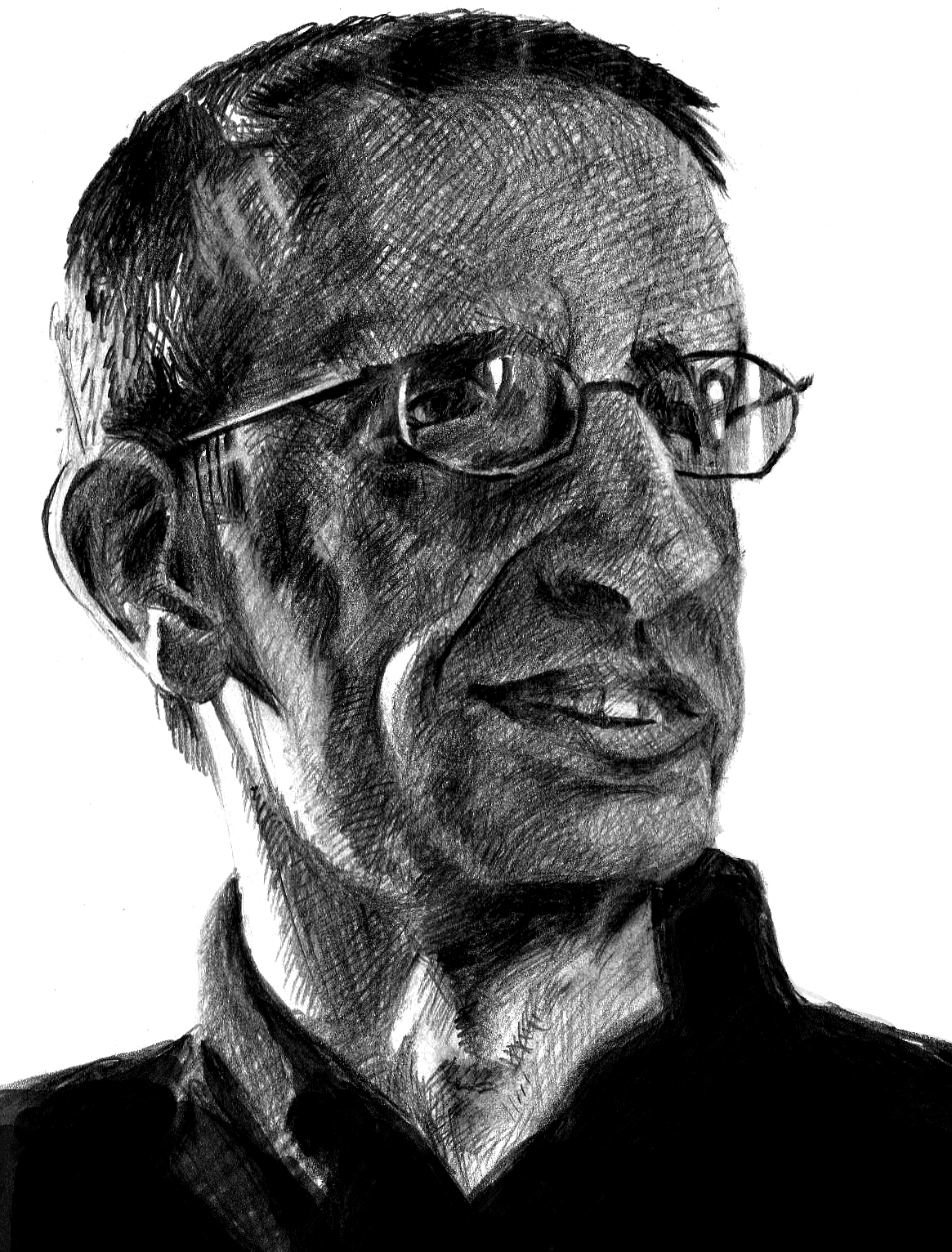
Portrait par Giovanni Arnaudeau.

- Sept récits courts dans Pilote, Dargaud, 1976-1977.
- Une centaine de récits courts et gags dans Fluide glacial no 9-356, Audie, 1977-2006.
- La Science mystérieuse des grands anciens, dans (À suivre) no 9-21, Casterman, 1978-1979.
- La Vie d'Albert Einstein, dix-neuf histoires courtes dans Fluide glacial no 34-77, Audie, 1979-1982.
- Trois récits courts, dans (À suivre), Casterman, 1979-1981.
- « Le Crime était presque parfait à un poil près » (dessin), avec Marcel Gotlib (scénario), dans Fluide glacial no 53-56, Audie, 1980.
- « L'Homme d'Isabrayka », dans Super Tintin no 14, Éditions du Lombard, 1981.
- Neuf histoires courtes dans Le Petit Psikopat illustré no 2-10, 1982-1984.
- Superdupont : « Naissance d’un surhomme » (dessin), avec Marcel Gotlib et Jacques Lob (scénario), dans Fluide glacial spécial Superdupont, Audie, 1982.
- L'Encyclopédie des bébés, vingt-quatre récits courts dans Fluide glacial no 110-163, Audie, 1985-1989.
- Trois histoires courtes dans Psikopat no 1-4, 1985.
- Route vers l'enfer, six récits courts dans Fluide glacial no 114-119, Audie, 1985-1986.
- Le Père Noël, trois récits courts dans Fluide glacial no 121-123, 1986.
- Six histoires courtes dans Rigolo no 1-13, Les Humanoïdes associés, 1983-1984. Reprises dans Gag Mag no 1-5, Glénat, 1988.
- Georges et Louis racontent, trente-neuf récits courts dans Fluide glacial no 171-382, Audie, 1990-2008.
- « À la poursuite de Louis Boulanger », dans Lapin no 8, L'Association, 1995.
- Jésus-Christ, sept récits courts dans Fluide glacial no 399-413, Audie, 2009-2010.

#### Albums
- Le Messie est revenu, Audie, coll. « Fluide glacial », 1979.
- La Vie d'Einstein, Audie, coll. « Fluide glacial » :

1. Enfance, 1980.
2. Le Révolté, 1983.

- Ga, Bédérama, 1980.
- Le Romantisme est absolu, Audie, coll. « Fluide glacial », 1980.
- « Naissance d'un surhomme » (dessin), avec Jacques Lob et Marcel Gotlib (scénario), dans Superdupont t. 4 : Oui nide iou, Audie, coll. « Fluide glacial », 1983, p. 7-16.
- L'Esprit, le Corps et la Graine, Audie, coll. « Fluide glacial », 1984.
- Laisse autant le vent emporter tout, Les Humanoïdes associés, coll. « H Humour Humanoïdes », 1985. Réédition L'Association, coll. « Éperluette », 2003.
- L'Homme à la valise, Audie, coll. « Fluide glacial », 1986.
- « La Légende du trésor d'Adam l'aventurier », dans Les Histoires merveilleuses des oncles Paul, Vents d'Ouest, 1986.
- Route vers l'enfer, Audie, coll. « Fluide glacial », 1986.
- L'Encyclopédie des bébés, Audie, coll. « Fluide glacial » :

1. L’Encyclopédie des bébés, 1987.
2. L’Acquisition du langage, 1988.
3. Psychanalyse du nourrisson, 1990.

- Georges et Louis romanciers, Audie, coll. « Fluide glacial » :

1. Georges et Louis racontent, 1993.
2. Introduction à la psychologie de bazar, 1994.
3. La Fin du monde, 1997.
4. La Reine des mouches, 2001.
5. La Planète des moules, 2004.
6. Panique au bout du fil, 2006.
7. Sacré Comique, 2011.
8. Passions, 2014.
9. Combats, 2015 - Sélection officielle du Festival d'Angoulême 2016.

- Adieu mélancolie, L'Association, coll. « Éperluette », 1994.
- Voyage au bout de la lune, Audie, coll. « Fluide glacial », 1999[18],[19].
- « On n'est pas pas bœufs » (d'après Pierre Desproges), dans Desproges en BD, Jungle, 2005, p. 89-90.
- « La Coccinelle du Gévaudan », dans Rubrique abracadabra, Dargaud, 2008, p. 18-19.
- « Les Moustaches », dans Cicatrices de guerre(s), Éditions de la Gouttière, 2009.
- La Porte de l'Univers, Fluide glacial, 2022[20].

#### Illustration
- Frank, Diacétylmorphine, Futuropolis, coll. « Futuropolice nouvelle », 1984.

#### Animation
- Il était une fois…, adaptation de Peau d'âne, 1995.

### Recherche
- CREA : Compréhension, raisonnement et expressions artificiels / Construction de jeux interactifs et interfaces en langage naturel. Avec Vincent Lesbros, in L’imagination informatique de la littérature, actes du colloque de Cerisy, Presses universitaires de Vincennes, 1991.
- Collaborations (textes mais aussi dessins de couverture et d'illustrations) aux publications des Presses de Vincennes : ArtInfo/MusInfo (1978), Lisp Bulletin (1978) et VLISP (1980)[21].
- Articles, communications et documents de travail : 1978-2010[22], 2010-2018[6].

## Prix et distinctions
- 1979 : prix Saint-Michel du meilleur dessinateur étranger pour l'ensemble de ses parutions dans Fluide glacial
- 1981 : Alfred de l'espoir du festival d'Angoulême pour La Vie d'Einstein[23]
- 1991 : Alph-Art humour au festival d'Angoulême pour L'Encyclopédie des bébés[23]
- 1997 : Grand prix de la ville d'Angoulême
- 2007 : prix de la BD d’humour à Nantes, au Festival « Juste pour Rire Nantes Atlantique », pour Panique au bout du fil[24]